# Лоріно
Лоріно (рос. Ло́рино, чук. Ԓьурэн чапл. Нуӄаӄ, наукан. Л'уӷраӄ) — село в Чукотському районі Чукотського автономного округу. Утворює сільське поселення Лоріно. Найбільше національне село на Чукотському півострові.
Назва села походить від чукотського слова Ԓьурен, що означає «знайдене житло» або «побачене житло» (від чук. ԓьу-/ԓьо- «бачити, знайти» + -реп / -ран «житло»). З ескімоської чаплінської мови Нуӄаӄ перекладається як «те, чого не вистачає» .

## Географія
Село розташоване на березі Мечигменської губи Берингового моря. Відстань до районного центру, села Лаврентія, по насипній автодорозі становить 40,5 км. По ній ходить рейсовий автобус (перевезення здійснюються по понеділках, середах і п'ятницях на автобусі вахтового типу на шасі Урал-4320). У безпосередній близькості від села розташовані Лорінські (Кукуньські) гарячі джерела.

## Історія
Перші згадки про Лоріно відносяться до XVIII століття. Сучасне чукотське село розташоване на території колишнього ескімоського поселення Нукак.

## Населення
Станом на 1 січня 2009 року в селі Лоріно проживало 1484 особи, з них дітей до 16 років — 501 чол. Корінне населення становило 90 % від загальної чисельності жителів села.
| 52 | 174 | 1551 | 1484 |

| 2002  | 2009  | 2010  | 2011  | 2012  | 2013  | 2014  |
| ----- | ----- | ----- | ----- | ----- | ----- | ----- |
| 1236  | ↗1484 | ↘1267 | ↘1262 | ↘1255 | ↘1216 | ↘1160 |
| 2015  | 2016  | 2017  | 2018  | 2019  |       |       |
| ↘1098 | ↘1046 | ↘1000 | ↘998  | ↘983  |       |       |

## Економіка і соціальна інфраструктура

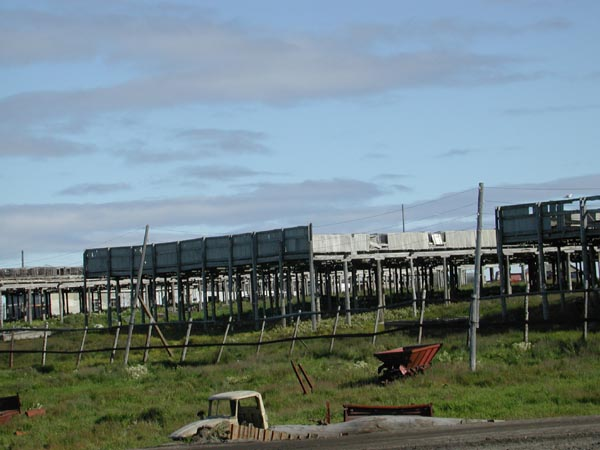
Звіроферма

Основне заняття місцевих жителів — морзвіробійний промисел, рибальство, оленярство, службове собаківництво. Тут базується центральна садиба сільськогосподарського підприємства «Кепер», раніше центральна садиба колгоспу імені В. І. Леніна. У Лоріно з 1955 року працює звіроферма з розведення песця, в 2009 році запущений в експлуатацію консервний цех з переробки м'яса морських ссавців .
У селі є середня школа, дитячий садок «Сонечко», будинок культури.
Діють оператори мобільного зв'язку «МТС» і «Мегафон».

## Культура
Відомий національний ансамбль «Лорінські зорі». Важливе місце в укладі корінних жителів займає їздове собаківництво. У 1991 році в селі Лоріно стартувала перша міжконтинентальна гонка «Надія», що з'єднала два регіони — Аляску і Чукотку.
У 2008 році в Лоріно проходили зйомки документального фільму «Китобій», удостоєного в 2009 році премії «ТЕФІ» за найкращу операторську роботу в номінації «Оператор телевізійного фільму».